# 섬집아기
"섬집아기"는 2011년에 제작하는 대한민국의 영화이다.

## 캐스팅
- 류승수 : 병태 역
- 심이영 : 은실 역
- 정경순 : 서울댁 역